# Mesorregión del Sudoeste Mato-Grossense
La mesorregión del Sudoeste Mato-Grossense es una de las cinco mesorregiones del estado brasilero de Mato Grosso. Está formada por la unión de 22 municipios agrupados en tres microrregiones.

## Microrregiones
- Alto Guaporé
- Jauru
- Tangará de la Sierra

- Datos: Q2719948